# Leopoldamys sabanus
Il ratto gigante dalla coda lunga indomalese (Leopoldamys sabanus  Thomas, 1887) è un roditore della famiglia dei Muridi, diffuso in Indocina e Indonesia.

## Descrizione

### Dimensioni
Roditore di grandi dimensioni, con lunghezza della testa e del corpo tra 180 e 273 mm, la lunghezza della coda tra 270 e 427 mm, la lunghezza del piede tra 42 e 52 mm, la lunghezza delle orecchie tra 23 e 28 mm e un peso fino a 532 g.

### Aspetto
La pelliccia è corta e liscia, cosparsa sulla schiena di peli spinosi. Il colore delle parti superiori varia dal bruno-giallastro al bruno-ocraceo, mentre le parti ventrali sono bianche. La linea di demarcazione lungo i fianchi è netta. Il muso è lungo ed appuntito, gli occhi sono relativamente grandi. Le orecchie sono piccole e arrotondate. Il dorso delle zampe è marrone, mentre le parti laterali e le dita sono bianchi. La coda è molto più lunga della testa e del corpo, uniformemente marrone scuro, ricoperta finemente di peli nerastri sulla metà dorsale basale e bianchi su tutto il resto. Sono presenti 7-9 anelli di scaglie per centimetro. Le femmine hanno un paio di mammelle pettorali, un paio post-ascellari e due paia inguinali. Il cariotipo è 2n=42 FN=54.

## Biologia

### Comportamento
È una specie notturna e terricola. Si arrampica velocemente su alberi fino a 3 metri dal suolo. Vive in cunicoli e tane.

### Alimentazione
Si nutre di insetti, frutta, e parti vegetali.

### Riproduzione
Sono state osservate femmine gravide durante tutto l'anno, con picchi tra luglio e settembre. Danno alla luce 1-7 piccoli per volta. L'aspettativa di vita allo stato selvatico è di 4 mesi, mentre in cattività raggiunge i 2 anni.

## Distribuzione e habitat
Questa specie è diffusa in Indocina, Sumatra, Borneo, Giava ed alcune isole vicine.
Vive nelle foreste tropicali, sub-tropicali e montane temperate fino a 3.100 metri di altitudine.

## Tassonomia
Sono state riconosciute 27 sottospecie:
- L.s.sabanus: Borneo;
- L.s.balae (Miller, 1903): Isole Batu: Tanahbala;
- L.s.bunguranensis (Chasen, 1935): Isole Natuna: Bunguran;
- L.s.clarae (Miller, 1913): Isole Mergui: Clara Island;
- L.s.dictatorius (Chasen, 1940): Isole dello Stretto di Malacca: Penang;
- L.s.fremens (Miller, 1902): Isole Lingga: Singkep, Lingga;
- L.s.herberti (Kloss, 1916): Thailandia;
- L.s.insularum (Miller, 1913): Isole Mergui; Domel Island, Lord Borough Island;
- L.s.lancavensis (Miller, 1900): Langkawi;
- L.s.lucas (Miller, 1903): Isole Mergui: St.Lukes's Island;
- L.s.luta (Miller, 1913): Isole a sud-ovest del Borneo: Pulau Laut;
- L.s.mansalaris (Lyon, 1916): Isole lungo la costa occidentale di Sumatra: Mansalar;
- L.s.masae (Miller, 1903): Isole Batu: Tanahmasa;
- L.s.matthaeus (Miller, 1903): Isole Mergui: St.Matthew's Island; Isole lungo la costa occidentale della Thailandia: Ko Phayan;
- L.s.mayapahit (Robinson & Kloss, 1919): Giava;
- L.s.nasutus (Lyon, 1911): Isole a ovest del Borneo: Panebangan;
- L.s.revertens (Robinson & Kloss, 1922): Laos, Vietnam;
- L.s.salanga (Chasen, 1940): Phuket, Ko Yao Yai, Ko Lanta, Ko Libong;
- L.s.stentor (Miller, 1913): Isole Mergui: James Island;
- L.s.strepitans (Miller, 1900): Isole Anambas: Jimaja, Siantan;
- L.s.stridens (Miller, 1903): Tioman;
- L.s.stridulus (Miller, 1903): Isole Mergui: Bentinck Island;
- L.s.tapanulius (Lyon, 1916): Sumatra nord-occidentale;
- L.s.tersus (Thomas & Wroughton, 1909): Isole dello Stretto di Malacca: Terutau;
- L.s.tuancus (Lyon, 1916): Isole Banyak: Tuangku, Bangkaru;
- L.s.ululans (Robinson & Kloss, 1916): Sumatra sud-occidentale;
- L.s.vociferans (Miller, 1900): Penisola malese, Thailandia, Tenasserim, Isole Mergui: Tavoy, King Island, Kisseraing, Isola di Ross.

## Conservazione
La IUCN Red List, considerato il vasto areale, la tolleranza al degrado del proprio habitat e la popolazione numerosa, classifica M.sabanus come specie a rischio minimo (Least Concern).